# バッキンガムの光芒
『バッキンガムの光芒 ファージング III』（バッキンガムのこうぼう ファージング スリー、Half a Crown）は、作家ジョー・ウォルトンの2008年の小説で、第二次世界大戦で英国がナチス・ドイツと講和した後の世界を描いた歴史改変SF小説3部作（Small Change trilogy、ファージング三部作 - 『英雄たちの朝』、『暗殺のハムレット』、『バッキンガムの光芒』-）の第3作である。

## 背景
1941年にイギリスがドイツと単独講和を行って以来両国は友好関係にあり、ファージングセットと呼ばれる保守派がイギリス政治を支配する。ドイツはソ連を倒し、ヨーロッパのほぼ全域を支配する。11年前の1949年には閣僚の暗殺事件(『英雄たちの朝』)とテロ事件(『バッキンガムの光芒』)があり、ファージングセットはそれ以来権力を強化し、独裁体制を固めている。

## 構成
エルヴィラ・ロイストンの視点から一人称で描かれた章と、カーマイケルの視点から三人称で描かれた章が交互に設けられる。なお、ファージング三部作はいずれも同様の構成を取る。

## あらすじ
物語は『英雄たちの朝』および『暗殺のハムレット』から11年たった、1960年のロンドンを舞台とする。ファージング・セットは権力を手放さず、『暗殺のハムレット』での暗殺事件で負傷したマーク・ノーマンビーは引き続き首相職にある。ノーマンビーは独裁色を強め、核兵器でソ連を倒しヨーロッパほぼ全域を支配するナチス・ドイツ同様にユダヤ人弾圧を推し進め、国内に強制収容所を建設しようとする。ヨーロッパ戦線に参戦しなかったアメリカは強国としての立場を失い、日本は東亜共栄圏を支配し、中央アジアで第三帝国との間の緩衝地帯の設立をもくろむ。
カーマイケルは、ノーマンビーが設立したゲシュタポのごとき組織"監視隊"の隊長運営して密かにユダヤ人を国外に脱出させている。前作で殉職したロイストンの遺児エルヴィラの後見人となり、同居人のジャックと暮らす。エルヴィラはオックスフォード進学を控え、親友ベッツィとともに社交界にデビューする。
ヒトラーや日本の皇太子を招いた平和会議がロンドンで計画される中、ノーマンビーへの反対運動が激しさを増す。ウィンザー公は復権を求めて政権転覆を狙い、扇動したデモが暴動を引き起こす。暴動に巻き込まれたエルヴィラは暴徒と一緒に逮捕され、カーマイケルを疑い始めたノーマンビーの指示でスコットランド・ヤードに尋問される。カーマイケルは実力でエルヴィラを取り戻すが、ジャックは逮捕されて自殺し、カーマイケル自身も拘束される。
だがエリザベス女王は、カーマイケルが持っていた、ノーマンビーによるジェイムズ・サーキー殺人の証拠を外務大臣のガイ・ブレイスウェイトから見せられ、さらに社交界デビューの一環として拝謁したエルヴィラの直訴を聞いて、ノーマンビーの逮捕とカーマイケルの釈放を命じる。

## 登場人物
エルヴィラ・ロイストン
ロイストン巡査部長の忘れ形見でカーマイケルの被後見人。
エリザベス・メイナード(ベッツィ)
エルヴィラの親友で貴族の娘。
アラン・ベリンハム
准男爵でベッツィの求婚者。
ウィンザー公(エドワード8世)
元国王。
マーク・ノーマンビー
首相。ファージング・セット。
ガイ・ブレイスウェイト
外務大臣。
ピーター・カーマイケル
監視隊隊長。
ジャック
カーマイケルの同居人。
ジェイコブソン
監視隊副隊長でユダヤ人。
マーガレット・ダシー
カーマイケルの秘書。